# Дельта Голубя
Дельта Голубя (лат. δ Columbae), 3 Большого Пса (лат. 3 Canis Majoris), HD 44762 — тройная звезда в созвездии Голубя на расстоянии приблизительно 183 световых лет (около 56,1 парсек) от Солнца. Видимая звёздная величина звезды — +3,85m.

## Характеристики
Первый компонент (HD 44762A) — жёлтый гигант спектрального класса G5, или G7II. Масса — около 3,193 солнечной, радиус — около 13,295 солнечного, светимость — около 148,936 солнечной. Эффективная температура — около 5006 K.
Второй компонент (HD 44762B). Орбитальный период — около 868,78 суток.
Третий компонент — красный карлик спектрального класса M. Масса — около 212,96 юпитерианской (0,2033 солнечной). Удалён в среднем на 2,202 а.е..